# Reteporella alberti
Reteporella alberti är en mossdjursart som först beskrevs av Calvet 1931.  Reteporella alberti ingår i släktet Reteporella och familjen Phidoloporidae. Inga underarter finns listade i Catalogue of Life.